# Artacama coniferi
Artacama coniferi är en ringmaskart som beskrevs av Moore 1905. Artacama coniferi ingår i släktet Artacama och familjen Terebellidae. Inga underarter finns listade i Catalogue of Life.